# Colossendeis proboscidea
Colossendeis proboscidea är en havsspindelart som först beskrevs av Sabine, E. 1824.  Colossendeis proboscidea ingår i släktet Colossendeis och familjen Colossendeidae. Inga underarter finns listade i Catalogue of Life.